# Ève Luquet
Pour les articles homonymes, voir Luquet (homonymie).
 (mai 2023).
Si vous disposez d'ouvrages ou d'articles de référence ou si vous connaissez des sites web de qualité traitant du thème abordé ici, merci de compléter l'article en donnant les références utiles à sa vérifiabilité et en les liant à la section « Notes et références ».
Ève Luquet (née le 6 septembre 1954 à Paris) est une peintre, dessinatrice et graveuse française.

## Biographie
En 1981, elle sort diplômée de l’École nationale supérieure des beaux-arts.[réf. souhaitée]

## Œuvre

### Philatélie
Ses premiers timbres-poste sont réalisés en 1986 et émis la même année pour le service postal français en Andorre, et l'année suivante en France. 
Spécialisée dans les paysages et les monuments, elle a reçu le Grand Prix de l’art philatélique pour le timbre « Pont de Nyons - Drôme » en 1995.[réf. souhaitée]
Elle est la première femme à avoir créé un timbre d'usage courant pour la France, la Marianne du 14 juillet, dite aussi « de Luquet », émise le 15 juillet 1997.

#### Liste des timbres émis

##### Andorre, poste française
- « Sant Vicenç d'Enclar » dans la paroisse d'Andorre-la-Vieille, 18 octobre 1986, premier timbre d'Ève Luquet pour l'Andorre.
- « Borda de Cal - Tor d’Ansalonga » dans la paroisse d'Ordino, 11 juin 1988.
- « Pont de la Margineda » dans la paroisse d'Andorre-la-Vieille, 24 février 1990.
- « Chapelle de Sant Roma dels Vilars », 9 mars 1991.
- « Esglesia de Sant Andreu d’Arinsal » dans la paroisse de La Massana, 21 mars 1992.
- « Jorge Dubon : estructures autogeneradores » (structures autogénératrices) dans la paroisse de Canillo, émission Europa, 15 mai 1993.
- « Michael Warren : Un lloc paga » (un endroit païen) dans la paroisse d'Encamp, 16 octobre 1993.
- « Plaça d'Endorgany » - 2014
- « Trobada dels co-princeps » - 2015
- « Jaciment de la Margineda » - 2019

##### France
- « 1400e anniversaire du traité d'Andelot - 587 », 28 novembre 1987, premier timbre d'Ève Luquet pour la France métropolitaine.
- « Abbaye de Flaran - Gers », 23 avril 1990.
- « Carennac – Lot », 8 juillet 1991.
- « Argentat - Corrèze », 18 juin 1994.
- « Pont de Nyons - Drôme », 22 mai 1995.
- « Millau - Aveyron », 17 mars 1997 ; vues des toits, le beffroi et les gorges du Tarn.
- Marianne du 14 juillet, usage courant, 15 juillet 1997-24 juin 2005.
- « Collégiale de Mantes-la-Jolie - Yvelines », 21 septembre 1998.
- « Dieppe - Seine-Maritime », 19 avril 1999
- « Figeac - Lot », 28 juin 1999 ; vue de la place des Écritures, hommage à Jean-François Champollion.
- « Saint-Guilhem-le-Désert - Hérault », 10 avril 2000.
- « Le Vieux Lyon - Rhône », 2001.
- « Chapelle de Saint-Ser - Bouches-du-Rhône », 24 juin 2002.
- « Pierre Bérégovoy 1925-1993 », 2 mai 2003.
- « Tulle - Corrèze », 23 juin 2003.
- « Vaux-sur-Mer - Charente-Maritime », 19 juillet 2004.
- « Castres - Tarn », 23 juillet 2007.
- " Menton " - 2009
- " Villeneuve lez Avignon " - 2010
- "Verneuil sur Avre " - 2012
- " Valence" - 2013
- " Collegiale de Melun " - 2013
- " Hartmannswillerkopf " - 2015
- " Brive-la gaillarde " - 2016
- " 500 ans - le Havre " - 2017

##### Monaco
- « Nadia et Lili Boulanger », 21 octobre 2005.
- " Institut océanique de Paris " - 2011

##### Saint-Pierre-et-Miquelon
- « Orchidées : Arthusa » et « habénaire papillon », dans le cadre d'une bande de quatre, 6 septembre 2006.
- « Penny Fair », dessiné par Jean Clairveaux, 4 octobre 2006.
- Plantes vasculaires carnivores : les timbres « grassette vulgaire » et « sarracénie pourpre », dessins de Daniel Abraham, 29 septembre 2007.

##### Terres australes et antarctiques françaises
- Observation du transit de Vénus depuis l'île Saint-Paul en 1874, timbre à validité permanente inclus dans le Carnet de voyage n°4, 6 août 2005.
- " Leopard de mer en terre Adélie " - 2015
- " Pointe d'Entrecasteaux " - 2016
- " La quille St Paul " - 2018

##### Wallis-et-Futuna
- « 1re liaison aérienne Nouméa-Hihifo », 19 août 2005.
- « Blason de monseigneur Joseph Félix Blanc 26.03.1872 - 08.06.1962 », 5 octobre 2006.